# Julio de Apezteguía y Tarafa
Julio José de Apezteguía y Tarafa (Trinidad, 12 de diciembre de 1843-Nueva York, 19 de abril de 1902), fue un ingeniero y político cubano, diputado a Cortes por Santa Clara y La Habana en la isla de Cuba durante seis legislaturas, desde el 20 de mayo de 1879 hasta el 26 de febrero de 1898.

## Biografía
Hijo del matrimonio formado en Trinidad el año 1835 por  Martín Felipe de Apezteguía y Apecechea, originario de Aranaz y  Josefa Mariana Tarafa.
Casado el 12 de diciembre de 1843 con Helen Vincent Seagrave, dama de la Orden de las Damas Nobles de la Reina María Luisa.
Ingeniero en la Escuela Central de Barcelona, propietario del ingenio y central azucarero Constancia ubicado en Cienfuegos bajo la razón social Apezteguía, Arrechea y Cía.
Miembro y presidente en 1892 del partido político Unión Constitucional.
Presidente también en 1892 del Círculo de Hacendados.

## Constancia
En 1880 pasa a ser propietario del ingenio que lo convierte en central, que en 1889 era considerado como el más grande del mundo con una capacidad de molienda de 64 arrobas de caña cada 24 horas con una extracción del molino del 60 por ciento en la primera presión y la producción de 145 161 sacos de 310 libras en cada zafra. esto suponía una producción anual de 160 000 sacos de azúcar...
Apezteguía hipotecó el central para modernizar su ingenio, ya que según los precios existentes del azúcar podría devolver el préstamo sin mayores contratiempos, pero el desarrollo de la extracción industrial del azúcar de remolacha propició la disminución de los precios del azúcar de caña.
En 1894 pierde el control, que pasa a la empresa norteamericana Constancia Sugar Co domiciliada en Wall Street 41, por no haber podido hacer frente a la hipoteca que gravaba la central, aunque permanece de manera activa a cargo del negocio.

## Marquesado
El Marquesado de Apezteguía es un título nobiliario español creado por Alfonso XIII de España el 30 de junio de 1893, durante su minoría de edad, a favor de Julio de Apezteguía y Tarafa.
Se le concedió la Grandeza de España el 6 de septiembre de 1893.

## Restauración
Durante la Restauración fue diputado electo por la circunscripción de Santa Clara en las elecciones a Cortes de 1879, 1881, 1884 y 1886.
Electo en las elecciones de 1893 por la circunscripción de La Habana, en las elecciones de 1896 repitió por dicha circunscripción, obteniendo 6 254 votos de 9 063 votantes en un censo electoral de 18 624 electores.

## Independencia cubana
Nacido y residente en Cuba, tras la independencia de la isla perdió de manera automática la ciudadanía española; solicitaría infructuosamente la naturalización como español; falleciendo sin conseguirlo.